# Paul Simon Unterberger

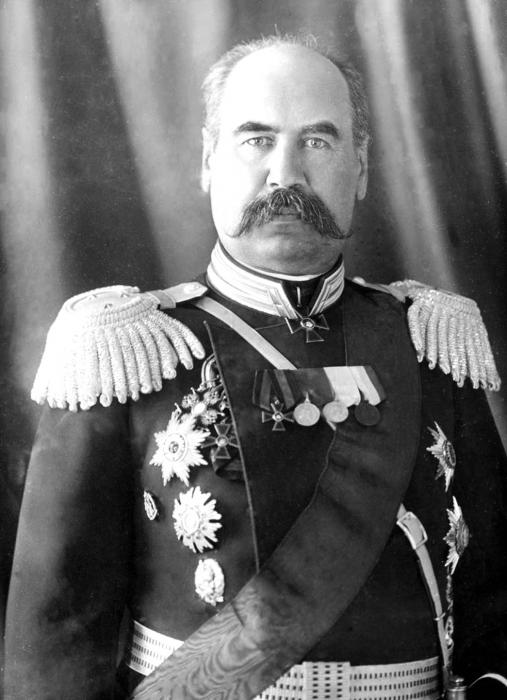
Paul Simon Unterberger

Paul Simon Unterberger (russisch Па́вел Фёдорович У́нтербе́ргер Pawel Fjodorowitsch Unterberger; * 9. Augustjul. / 21. August 1842greg. in Simbirsk; † 12. Februar 1921 in Remplin) war ein russischer Generalleutnant, Ataman der Kosaken, Gouverneur in Ostsibirien und Staatsrat im Russischen Kaiserreich.

## Leben
Der Deutsch-Balte Unterberger besuchte 1851–1860 das Gymnasium in Dorpat und trat 1860 in die Nikolajew-Militär-Ingenieurschule zu Sankt Petersburg ein. Mit der Beförderung zum Leutnant schloss er seine erste Offiziersausbildung ab. Im Jahre 1868 trat er ein weiteres Studium an der Nikolajew-Ingenieurakademie an. Er beendete dieses Studium im Dienstgrad eines Kapitäns und führte eine Studienreise in einigen europäischen Ländern durch.

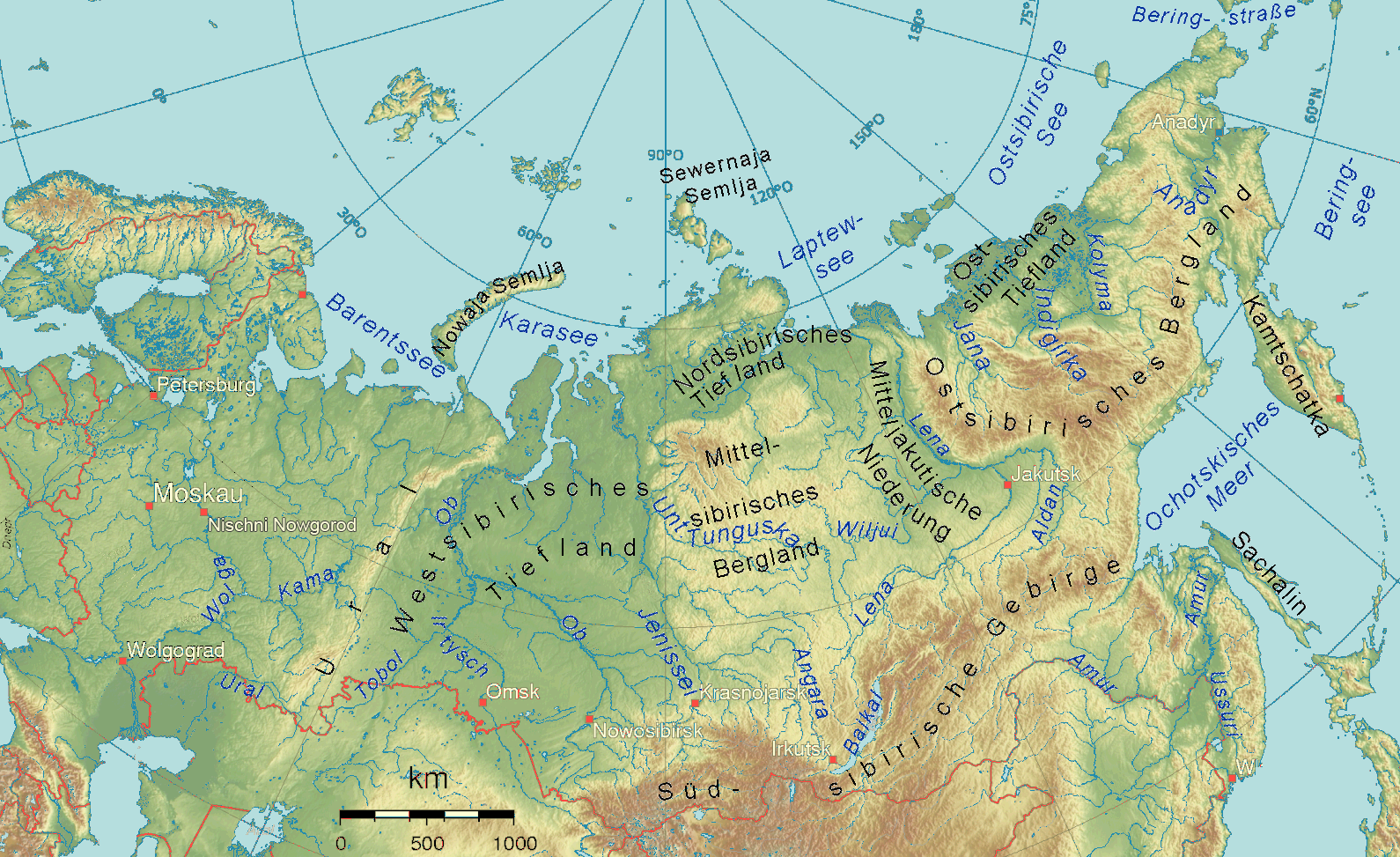
Sibirien

Sein erster Kriegseinsatz führte ihn, im Rang eines Hauptmanns, 1870 bis 1871 nach Turkestan. Danach nahm er seine wissenschaftlichen Arbeiten nicht wieder auf und ging nach Ostsibirien. Von 1875 bis 1877 war er als Oberstleutnant in Irkutsk und mit Sonderaufgaben in der Kreisbauabteilung des Ostsibirischen Militärbezirks betraut. In diesem Rahmen führte er eine Forschungsarbeit durch und studierte das militärgeographische Gebiet Ostsibiriens. Während des Aufstandes in der Mongolei wurde er nach Urga entsandt, um Verteidigungslinien zu bauen. Hierzu führte er, als Spezialist auf dem Gebiet der Militärgeographie, Forschungsreisen durch die Mongolei und der Wüste Gobi durch. Weiterhin besuchte er Peking, Tianjin, Shanghai, Hongkong und Japan.
Nach 1877 wurde er Vorsitzender der Militär-Gefängniskommission in Irkutsk. Es folgte 1878 die Beförderung zum Oberst unter gleichzeitiger Amtsleitung der technischen Abteilung des Ostsibirischen Militärdistrikts. In dieser Funktion war er im Wesentlichen in die Planung für die Festung Wladiwostok involviert. 1879 vollendete er in Wladiwostok die Planungsarbeiten zum Festungsbau und begann das Bauprojekt.

### In Wladiwostok

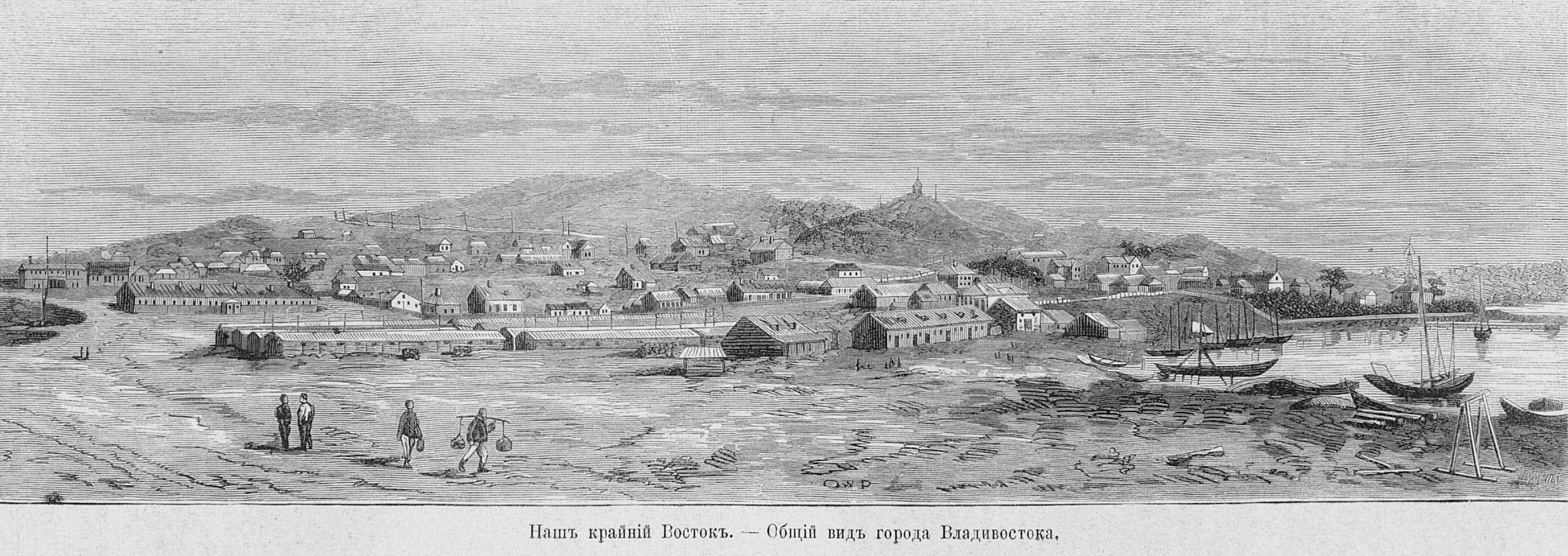
Wladiwostok um 1880

Am 1. Oktober 1888 wurde Unterberger zum Militärgouverneur der Region Primorje ernannt und als Ataman des Ussurischen Kosakenheers eingesetzt. Am 30. August 1889 wurde auf der Festung Wladiwostok die Flagge gesetzt und im August 1890 wurde der Sitz des Militärgouverneurs und der Verwaltung der Region Primorje nach Wladiwostok verlegt. Gleichzeitig wurde Wladiwostok zum Hauptquartier des Ussurischen Kosakenheeres erklärt. Wladiwostok wurde somit die Hauptstadt Ostsibiriens. 1896 wurde Paul Simon Unterberger zum Generalleutnant befördert. Unter seiner Ägide, die fast neun Jahre andauerte, blühte die Region auf: so wurde der Hafen von Wladiwostok ausgebaut, wurden Schwimmdocks und Werften errichtet, Wohn- und Bürogebäude gebaut, medizinische Einrichtungen, Schulen und weitere Bildungseinrichtungen gegründet und der Schiffstourismus gefördert. In und um die Region Primorje, jedoch schwerpunktmäßig in Wladiwostok, entstand eine industrielle Belebung. Man begann besonders in Suchana mit dem industriellen Abbau von Kohle, wobei mehrere Bergarbeitersiedlungen errichtet wurden.

### In Nischni Nowgorod

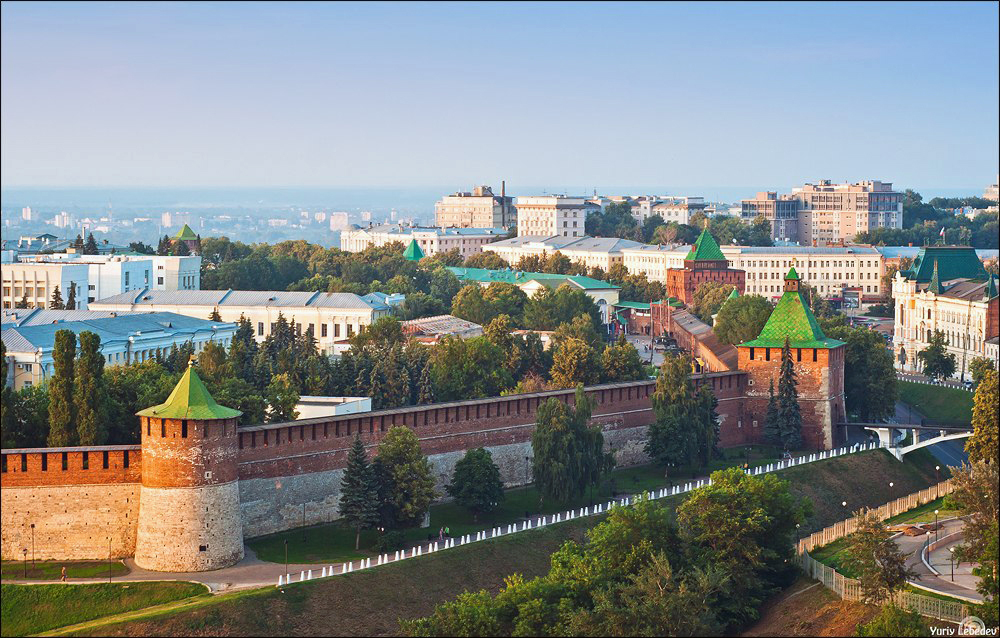
Der Nischni Nowgoroder Kreml

Im Jahre 1897 wurde Unterberger zum Gouverneur in Nischni Nowgorod ernannt. Der Stadtrat von Wladiwostok ernannte ihn, für seine Verdienste, zum Ehrenbürger von Wladiwostok. Auch in Nischni Nowgorod trieb er Bauarbeiten voran, förderte den Hafenausbau und ließ Ankerplätze ausbauen. Er unterstützte den Museumsbau und war in 29 Wohltätigkeitsvereinen Mitglied. Sein Gouverneursamt endete Anfang November 1905, wenige Tage zuvor war er zum Senator im Regierenden Senat des Russischen Kaiserreichs berufen worden.

### In Priamurski

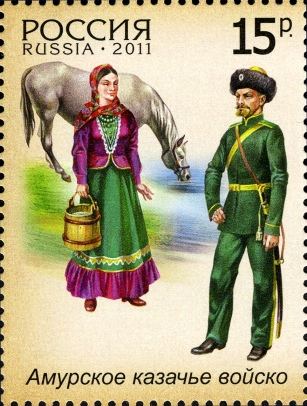
Amur-Kosakenheer (russ. Briefmarke)

Der Ort Priamurski wurde 1888 von Umsiedlern, Kosaken aus Transbaikalien, als Pokrowka gegründet. Am 8. November 1905 wurde Generalleutnant Unterberger zum Befehlshaber der Truppen des Amur-Militärdistrikts und zum Ataman des Amur-Kosakenheeres ernannt. Er wurde mit Wirkung zum 18. November 1905 Generalgouverneur von Priamurski und begann mit der kulturellen und wirtschaftlichen Förderung dieser Region. In seiner Verantwortung wurden neue pädagogische und medizinische Einrichtungen gegründet, ländliche Betriebe modernisiert, der Erzabbau nahm seinen Anfang, die Fischereiaufsicht wurde etabliert und neue Siedlungen erbaut.
Mit 68 Jahren begab er sich 1910 als General der Pioniere an die Kriegsfront in Fernost, danach ging er nach Sankt Petersburg und wurde am 6. Dezember 1910 zum russischen Staatsrat ernannt.

## Werke
- 1912 Priamursky Krai. (1906–1910), Materialien auf der Grundlage seiner Diensterfahrungen[3]

## Auszeichnungen
Zu den vielen Orden und Ehrenzeichen, mit denen Paul Friedrich Unterberger dekoriert worden war, gehörten auch der
- Sankt-Stanislaus-Orden (1. Klasse)
- Russischer Orden der Heiligen Anna (1. Klasse)
- Orden des Heiligen Wladimir (2. Klasse)
- Kaiserlich-Königlicher Orden vom Weißen Adler
- Alexander-Newski-Orden mit Diamanten

## Herkunft und Familie

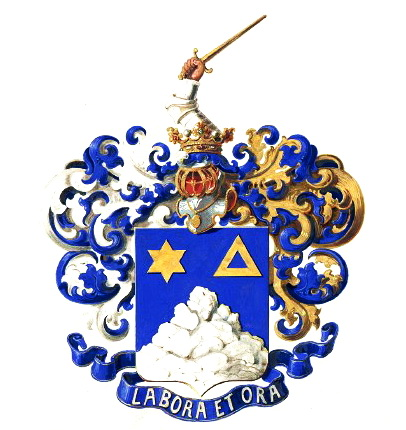
Familienwappen

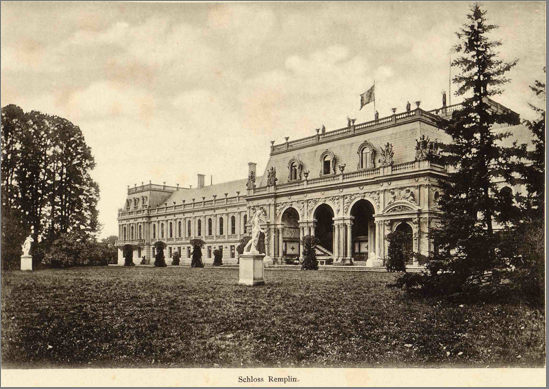
Schloss Remplin im 19. Jahrhundert

Die Familie Unterberger war ein evangelisches Geschlecht aus Salzburg, das sich 1732 in Preußen ansiedelte. Ende des 18. Jahrhunderts wurde es in Riga ansässig. Paul Simons Vater war der Tierarzt und Wirkliche Staatsrat Heinrich Friedrich Simon Unterberger (russisch: Фри́дрих Семёнович У́нтербе́ргер, * 17. Dezember 1810 in Riga; † 27. Mai 1884 in Dorpat), der mit Maria, einer geborenen Rudolph, verheiratet war. Sein Vater war, mit seinem Bruder Alexander Unterberger (1827–1875), der Begründer der Veterinärmedizin in Russland. Pauls Bruder war der Militärarzt Simon Unterberger (1848–1928).
Paul Simon verbrachte seine frühe Kindheit in Simbirsk und zog im Alter von 7 Jahren mit seinem Vater nach Dorpat. Nach der Oktoberrevolution im Jahre 1917 verließ er Russland und zog zu seiner Ehefrau Luise Ivanowa Erdmann (* 1854 in Dorpat; † 1936 in Riga), die in Riga lebte. Letztlich wurde Paul Simon Verwalter auf Schloss Remplin und verstarb hier am 12. Februar 1921, im Alter von 78 Jahren. Paul Simon hatte drei Töchter, Maria Henriette, Helene Johanna und Ernestine, und zwei Söhne, Peter Friedrich (* 1881 in Irkutsk; † 1960) Oberst der russischen Armee, und Georg Unterberger (* 1885 in Chabarowsk; † 1915 Paldiski, Estland), Leutnant zur See.